# Claude (Heroes)
Pour les articles homonymes, voir Claude.
Claude est un personnage de fiction du feuilleton télévisé américain Heroes (NBC), interprété par Christopher Eccleston.

## Son histoire
SDF à New York, il possède son pouvoir depuis plusieurs années. Il apparaît dans l'épisode 12. Arrogant et égoïste, il va néanmoins devenir le mentor de Peter Petrelli, ainsi qu'il l'a déjà fait avec d'autres mutants, et il lui apprendra à maîtriser ses pouvoirs. Cependant, terrorisé par l'idée d'avoir été retrouvé par la Compagnie, il s'enfuit et laisse Peter se débrouiller. 
On apprend par la suite qu'il a travaillé pendant des années avec M. Bennet lors des débuts de ce dernier, mais dégoûté par les actions de la Compagnie, il décide de changer de camp et de protéger un d'entre eux. Démasqué, M. Bennet le laisse pour mort après avoir reçu l'ordre de le tuer.
Il n'est pas établi dans la série si « Claude » est son prénom ou son nom de famille (en tant que prénom, il est spécifiquement français). Le personnage se présente à un moment comme Claude Rains, mais il ne s'agit que d'une allusion humoristique, l'acteur portant ce nom ayant tenu le rôle de l'homme invisible dans la version cinématographique de 1933.
On apprend dans un épisode des novels qu'il a aidé Ella à la suite de son renvoi de la compagnie.

## Pouvoir
- Il peut se rendre invisible, ainsi que les objets qu'il touche. 
- Par Peter Petrelli, on apprend que cette capacité permet également de voir les autres individus invisibles.